# Szombathelyi Haladás
Szombathelyi Haladás (ili samo Haladás) je mađarski nogometni klub iz Sambotela (mađ. Szombathely). Svoje domaće utakmice igraju na višenamjenskom stadionu Haladás Sportkomplexum.

## Povijest
Klub je osnovan 1919. godine. U sezoni 1936./37. prvi put je ušao u prvu mađarsku ligu. Od tada su još deset puta ulazili i ispadali iz prve lige. 
U sezoni 2002. nosio je ime Flombard FC-Haladás. Najveći uspjeh kluba ostvaren je u sezoni 2008./09. kada osvaja treće mjesto i ostvaruje plasman u Europsku ligu.

## Poznati igrači
- József Bencsics[1]

## Vanjske poveznice
- Službene stranice Szombathelyi Haladás  Arhivirana inačica izvorne stranice od 2. listopada 2009. (Wayback Machine)